# 호르호그
호르호그(몽골어: хорхог, ᠬᠣ᠊᠊ᠷ‍ᠠ‍‍ᠠ‍ᠣ᠊᠊ᠬ)는 몽골의 양고기 요리이다. 명절이나 집안에 경사가 있을 때 먹거나 귀한 손님에게 대접하는 음식이다.

## 역사
솥을 가지고 다니기 힘들던 유목민들이 가죽 부대에 재료를 넣고 끓여 먹던 방식에서 유래한 음식이다.
현재 몽골의 대표 음식 중 하나이다.

## 만들기
물이 든 철통에 뜨겁게 달군 돌을 넣고 그 위에 먹기 좋게 자른 양고기와 달군 돌을 번갈아 올린 뒤 양파 등 채소와 소금을 넣고 뚜껑을 닫은 다음 김이 새지 않게 봉해 난로에서 한두 시간 정도 푹 찐다.

## 같이 보기
- 보도그
- 바비큐
- 아사도